# لويس فرنسيسكو غارسيا
لويس فرنسيسكو غارسيا (بالإسبانية: Luis Francisco García Caldera)‏ (21 يونيو 1987 بغوادالاخارا في المكسيك - ) هو لاعب كرة قدم مكسيكي في مركز الدفاع. لعب مع نادي نيكاكسا وIndios de Ciudad Juárez ‏.

## وصلات خارجية
- لويس فرنسيسكو غارسيا على موقع قاعدة بيانات كرة القدم.إي يو (الإنجليزية)